# Eremocharis
Eremocharis es un género de plantas herbáceas perteneciente a la familia de las apiáceas.Comprende 14 especies descritas y de estas, solo 9 aceptadas.

## Taxonomía
El género fue descrito por Rodolfo Amando Philippi y publicado en Florula Atacamensis seu Enumeriatio . . . 25. 1860. La especie tipo es: Eremocharis fruticosa Phil.	

## Especies seleccionadas
A continuación se brinda un listado de las especies del género Eremocharis aceptadas hasta septiembre de 2012, ordenadas alfabéticamente. Para cada una se indica el nombre binomial seguido del autor, abreviado según las convenciones y usos.
- Eremocharis confinis I.M.Johnst.
- Eremocharis ferreyrae Mathias & Constance
- Eremocharis fruticosa Phil.
- Eremocharis hutchisonii Mathias & Constance
- Eremocharis integrifolia Mathias & Constance
- Eremocharis longiramea I.M.Johnst.
- Eremocharis piscoensis Mathias & Constance
- Eremocharis tripartita Mathias & Constance
- Eremocharis triradiata I.M.Johnst.